# Kepler-51c
Kepler-51c es uno de los tres planetas que orbitan a la estrella Kepler-51. Fue descubierta por el método de tránsito astronómico en el año 2012. Este planeta fue descubierto por el Telescopio espacial Kepler. Transita su estrella cada 45,16 días en tránsitos de 5,7799 horas. Variaciones periódicas de tránsito confirman su naturaleza planetaria.